# Euchlaena silacea
Euchlaena silacea är en fjärilsart som beskrevs av Frederick H. Rindge 1958. Euchlaena silacea ingår i släktet Euchlaena och familjen mätare. Inga underarter finns listade i Catalogue of Life.